# Antequerinae
Az Antequerinae (magyar neve nincs) a valódi lepkék (Glossata) alrendjébe tartozó tündérmolyfélék (Cosmopterigidae) családjának egyik alcsaládja. Magyarországon két fajuk él.

## Rendszertani felosztásuk a magyarországi fajokkal
- Alloclita
- Antequera
- Cosmiosophista
- Euclemensia
- Pancalia (Stephens, 1829)
  - fekete csápú ibolyamoly (Pancalia leuwenhoekella L., 1761) — Magyarországon közönséges (Pastorális, 2011; Pastorális & Szeőke, 2011);
  - gyűrűs csápú ibolyamoly (Pancalia schwarzella Fabricius, 1798) — Magyarországon szórványos (Pastorális, 2011; Pastorális & Szeőke, 2011).